# Ciernie (gmina Prostki)
Ciernie (niem. Czernien, 1930–1945 Dornberg) – mała osada mazurska na terenach pojaćwieskich w Polsce, położona w województwie warmińsko-mazurskim, w powiecie ełckim, w gminie Prostki. Wieś wchodzi w skład sołectwa Dybowo. W latach 1975–1998 miejscowość należała administracyjnie do województwa suwalskiego.
Wieś powstała w ramach kolonizacji Wielkiej Puszczy w komturstwie piskim. Wcześniej był to obszar Galindii. Wieś ziemiańska, dobra służebne w posiadaniu drobnego rycerstwa (tak zwani wolni, ziemianie w języku staropolskim), z obowiązkiem służby rycerskiej (zbrojnej). Osada powstała przy granicy z Mazowszem i komturią ełcką, między Dybowem, Kibisami a Taczkami. W XVI w. wymieniane w dokumentach pod nazwą Grontzke oraz Ziernen.
Przywilej na dobra służebne nadany został w 1501 r. przez prokuratora piskiego Jerzego von Kolbitza, na podstawie uproszczonej umowy kupna, na 15 łanów na prawie magdeburskim, położonych „w Grądzkich”, z obowiązkiem jednej służby zbrojnej. Dobra służebne otrzymali bracia Bogdan, Tomek i Cierń (Sczirne).